# Pascal Greiner
Pour les articles homonymes, voir Greiner.
Pascal Greiner, né le 25 juin 1960 à Strasbourg, est un joueur de football français jouant au poste d'attaquant.
Il dispute son premier match de championnat de France de football à 17 ans lors de la saison 1977-1978 avec le RC Strasbourg. La saison suivante, le club strasbourgeois devient champion de France, mais Pascal Greiner, blessé d’une grosse entorse des croisées,ne dispute aucun match de toute la saison. Il cumule ensuite 19 matchs en D1 et deux buts sur les deux saisons suivantes. En 1981-1982 il rejoint l'AS Libourne et y dispute 28 matchs pour un but en Division 2. Les deux saisons suivantes, il joue pour le RC Fontainebleau en D2 puis en Division 3. Après sa carrière de footballeur, il est agent de joueur.